# New Hampshire
New Hampshire (IPA: [ˌnuː ˈhæmp.ʃɚ] kiejtéseⓘ) az Amerikai Egyesült Államok egyik tagállama az északkeleti parton, Új-Anglia régióban. A nevét az angol Hampshire megyéről kapta.

## Földrajz
Északról Kanada, keletről Maine és az Atlanti-óceán, délről Massachussetts, nyugatról pedig Vermont határolja. 

## Történet
Egyike volt az eredeti tizenhárom amerikai brit gyarmatnak, és kilencedikként írta alá az Egyesült Államok alkotmányát. New Hampshire volt az első tagállam, amelynek saját alkotmánya lett.

## Népesség

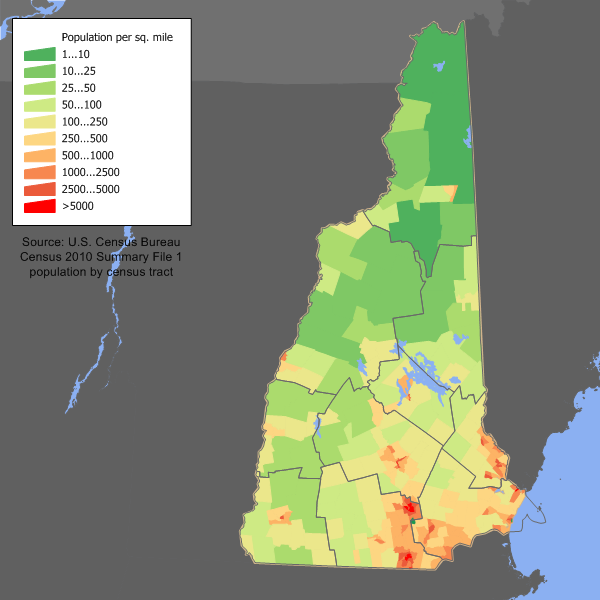
New Hampshire népsűrűségi térképe

Az állam a lakosság száma szerint a 41. a sorban.

## Gazdaság
Az egyedüli tagállam, ahol nincs sem általános forgalmi adó, sem személyi jövedelemadó.

## Képek

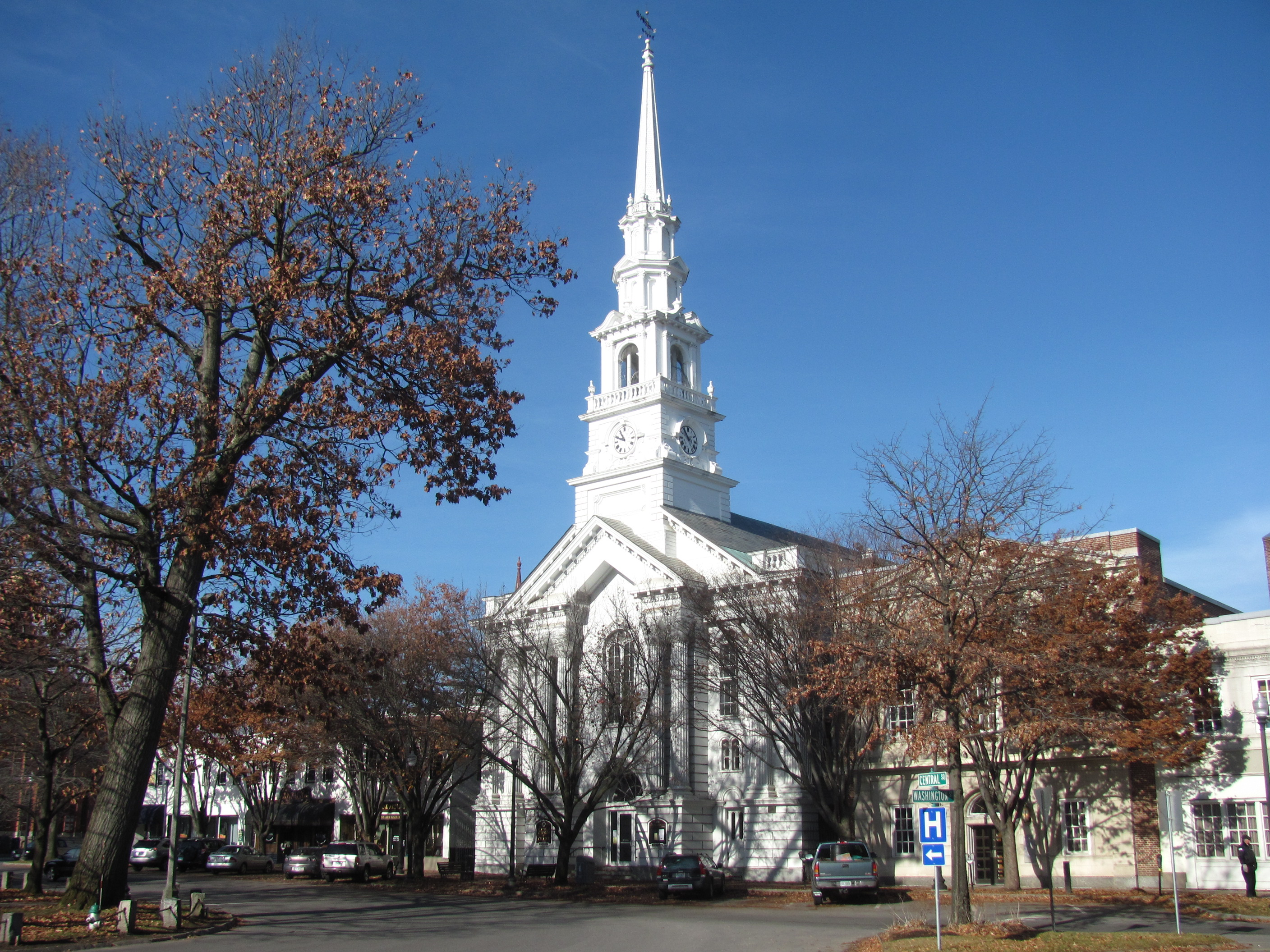
United Church, Keene
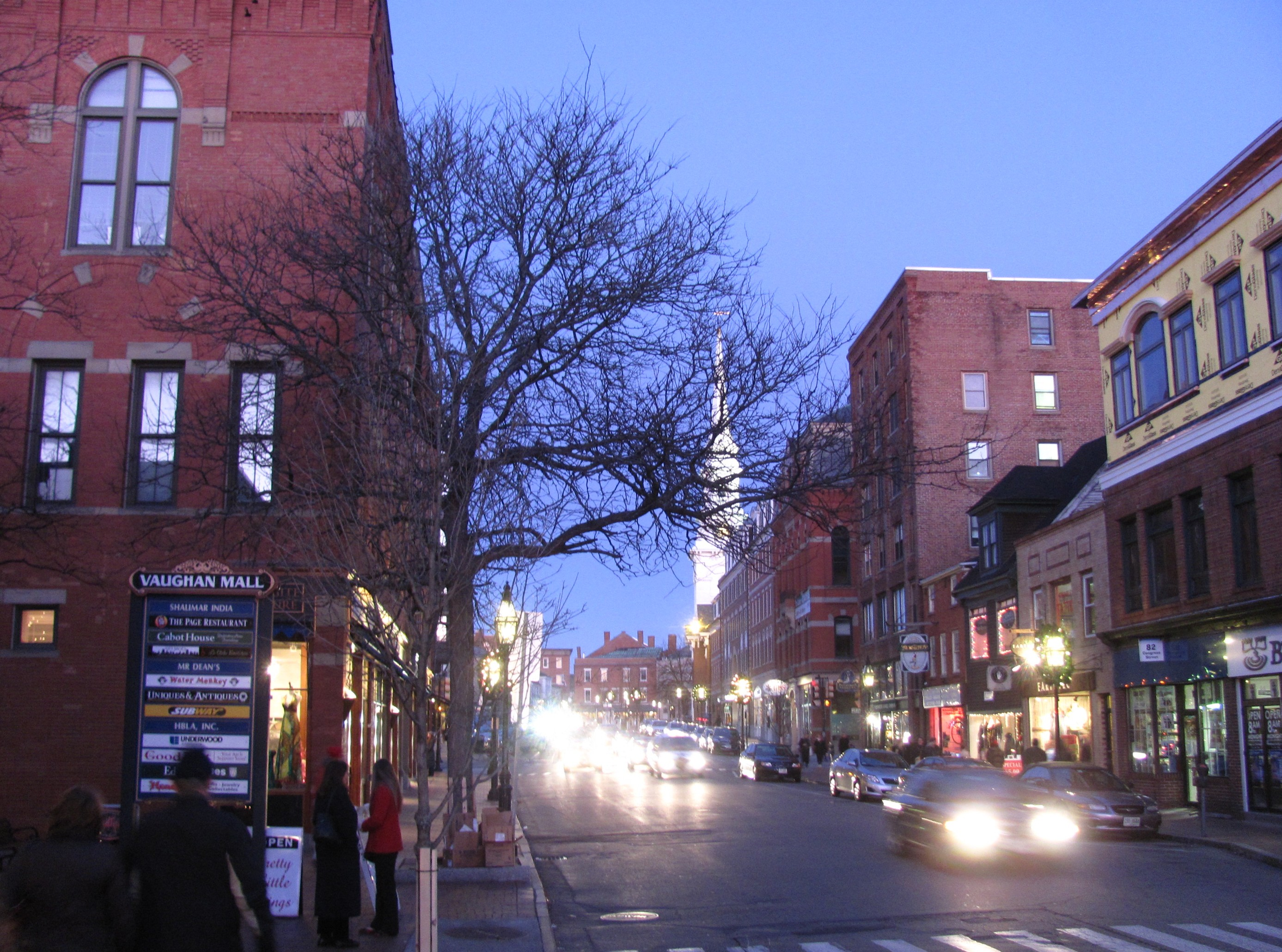
Congress Street, Portsmouth
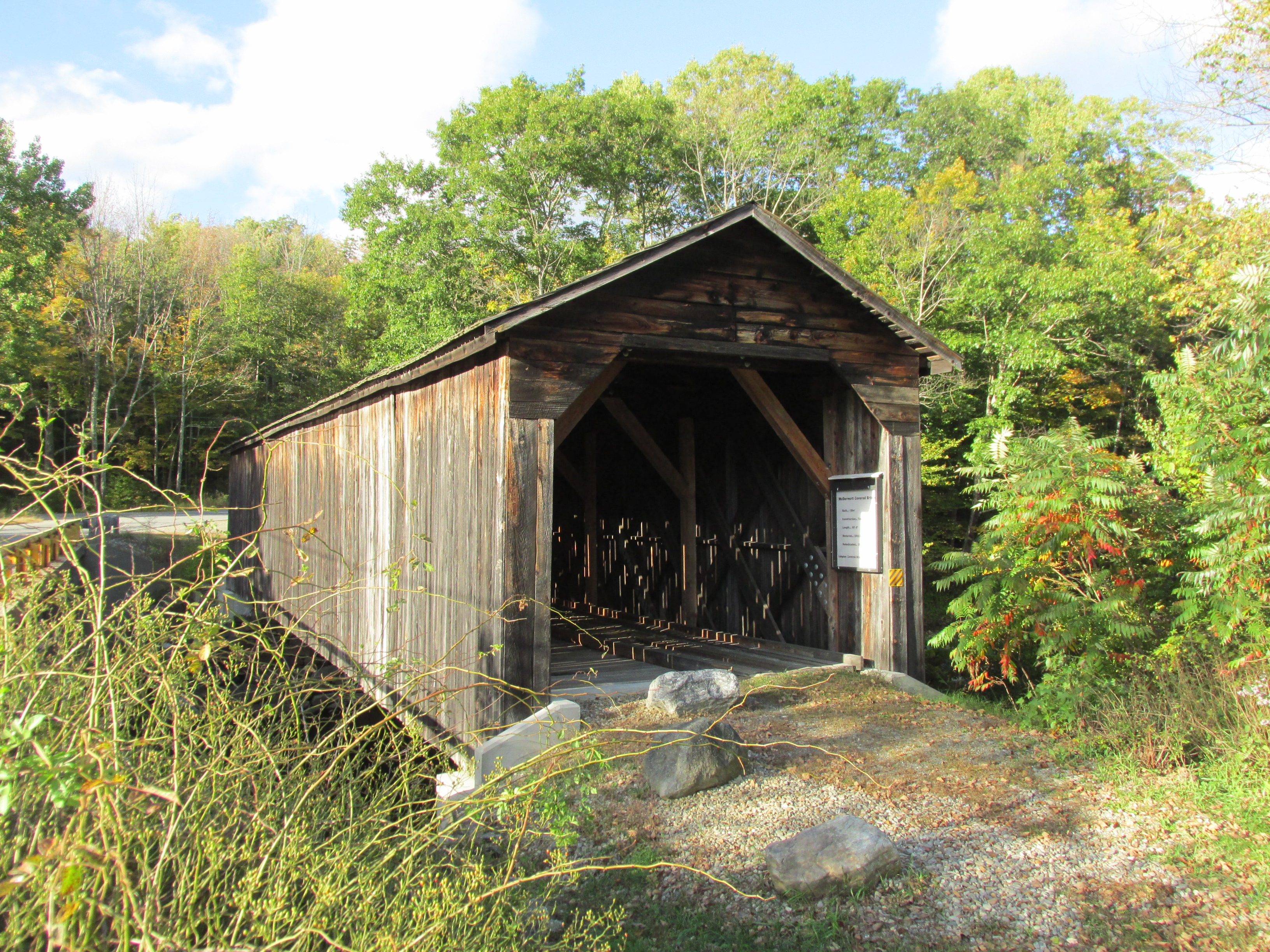
McDermott híd, Langdon